# K (rivista)
K (pronunciato "Kappa"), sottotitolata Guida al divertimento elettronico nelle prime annate, era una rivista italiana mensile dedicata ai videogiochi, pubblicata dal dicembre 1988 a fine 2003 circa.

## Storia
Creata inizialmente da Studio Vit ed edita da Glénat, fino al numero 39 la rivista usa testi e foto della rivista britannica ACE edita dalla Future plc e poi dalla EMAP Images; col tempo la quantità di materiale tradotto si riduce fino a scomparire quando, in concomitanza con il numero 39 italiano del maggio 1992, la rivista inglese chiude.
Fin dall'inizio K si occupa principalmente di videogiochi per computer; dal dicembre 1991 lo Studio Vit pubblica Game Power che era invece dedicata alle console. Caratteristica di K rispetto alla concorrenza era l'atteggiamento più pacato e "adulto", nel contenuto e anche nella forma, utilizzando di solito un'impaginazione sobria su fondo bianco anziché colori sgargianti. Game Power si distingueva da K anche nell'atteggiamento più allegro e nell'aspetto più sgargiante.
I contenuti di K sono quelli tipici del settore: recensioni qui chiamate "prove su schermo", anteprime, soluzioni qui chiamate "TNT" (Tricks'n'Tactics), posta dei lettori qui chiamata "K-box", articoli vari, questi ultimi anche riguardanti il mondo del computer in generale. Inizialmente K è caratterizzata anche da argomenti difficilmente disponibili all'epoca su altre pubblicazioni videoludiche italiane, e più concreti sul settore, come interviste a personalità importanti, panoramiche sulle sale giochi estere, o analisi dei costi di sviluppo di un gioco.
I giudizi sui videogiochi sono dati da giornalisti specializzati in ciascun genere. Le valutazioni globali dei giochi sono date in millesimi e ad esse possono aggiungersi la curva dell'interesse, ovvero un grafico temporale della longevità prevista del gioco, e le voci di dettaglio in decimi “Grafica”, “Audio”, “QI” e “Fattore K”.
Nei casi particolarmente meritevoli, ai giochi venivano assegnati marchi di qualità, simboleggiati da quadrati inclinati a 45°: il riconoscimento più ambito era il "K-Gioco", riservato ai titoli che la redazione riteneva capolavori, mentre altri riconoscimenti minori venivano assegnati a giochi che eccellevano solo in un certo aspetto, che poteva essere "Grafica", "Sonoro" e "Idea" (quest'ultimo premia l'innovazione).
Tutte queste caratteristiche provengono originariamente dalla rivista ACE.
Dal numero 33 cambia il formato della rivista, passando da A4 a un formato leggermente più largo. Dal numero 65 l'editore cambia e diventa RCS e le pubblicazioni diventano di 12 numeri all'anno (in precedenza erano 11, con un numero bimestrale estivo). Il numero 68 vede l'abbandono da parte di Studio Vit che poi creerà Zeta, mentre la gestione della redazione di K passa alla Edi Progress di Roy Zinsenheim. Secondo Riccardo Albini di Studio Vit, la spaccatura tra K e Zeta, che all'epoca avevano circa 25.000 lettori a testa, finì per avvantaggiare la concorrente The Games Machine, che presto divenne la testata dominante.
Dal numero 128 (gennaio 2000) il nome della rivista cambia in K PC Games. La controparte dedicata alle console prodotta da Zinsenheim e dalla RCS era invece Planet Playstation dal 1999. Negli ultimi anni viene introdotta anche la prassi di allegare CD-ROM per PC alla rivista. K PC Games, sulla quale oggi non è facile reperire informazioni, continuò le pubblicazioni almeno fino al tardo 2003, per poi chiudere in data incerta.
Nel complesso K è stata una delle pubblicazioni videoludiche più durature senza interruzioni.

## Elenco uscite
L'elenco delle uscite potrebbe non essere completo, in quanto non è conosciuta la data di termine pubblicazione della rivista. In corsivo i numeri dei quali non vi è conferma dell'esatta data di pubblicazione; in alcuni periodi la rivista non riporta neppure in copertina la numerazione assoluta, ma solo quella relativa all'anno.
|      | Gen | Feb | Mar | Apr | Mag | Giu | Lug     | Ago     | Set | Ott | Nov | Dic |
| 1988 |     |     |     |     |     |     |         |         |     |     |     | 1   |
| 1989 | 2   | 3   | 4   | 5   | 6   | 7   | 8       | 8       | 9   | 10  | 11  | 12  |
| 1990 | 13  | 14  | 15  | 16  | 17  | 18  | 19      | 19      | 20  | 21  | 22  | 23  |
| 1991 | 24  | 25  | 26  | 27  | 28  | 29  | 30      | 30      | 31  | 32  | 33  | 34  |
| 1992 | 35  | 36  | 37  | 38  | 39  | 40  | 41      | 41      | 42  | 43  | 44  | 45  |
| 1993 | 46  | 47  | 48  | 49  | 50  | 51  | 52      | 52      | 53  | 54  | 55  | 56  |
| 1994 | 57  | 58  | 59  | 60  | 61  | 62  | 63      | 63      | 64  | 65  | 66  | 67  |
| 1995 | 68  | 69  | 70  | 71  | 72  | 73  | 74      | 75      | 76  | 77  | 78  | 79  |
| 1996 | 80  | 81  | 82  | 83  | 84  | 85  | 86      | 87      | 88  | 89  | 90  | 91  |
| 1997 | 92  | 93  | 94  | 95  | 96  | 97  | 98      | 99      | 100 | 101 | 102 | 103 |
| 1998 | 104 | 105 | 106 | 107 | 108 | 109 | 110     | 111     | 112 | 113 | 114 | 115 |
| 1999 | 116 | 117 | 118 | 119 | 120 | 121 | 122     | 123     | 124 | 125 | 126 | 127 |
| 2000 | 128 | 129 | 130 | 131 | 132 | 133 | 134     | 135     | 136 | 137 | 138 | 139 |
| 2001 | 140 | 141 | 142 | 143 | 144 | 145 | 146     | 147     | 148 | 149 | 150 | 151 |
| 2002 | 152 | 153 | 154 | 155 | 156 | 157 | 158     | 159     | 160 | 161 | 162 | 163 |
| 2003 | 164 | 165 |     |     |     | 166 | 167/168 | 167/168 | 169 |     |     |     |

## Speciali
Elenco, non esaustivo, dei numeri speciali usciti come supplemento.
- Dicembre 1990: K speciale console 1
- Maggio 1991: K speciale console 2
- Dicembre 1991: TNT Tricks'n'Tactics
- Novembre 1992: Speciale TNT
- Ottobre 1993: Speciale multimedia
- Maggio 1994: Speciale multimedia 2
- Novembre 1994: Nuovo hardware